# Use Your Illusion II
Use Your Illusion II är ett musikalbum utgivet av Guns N' Roses 1991 tillsammans med Use Your Illusion I. "You Could Be Mine" var en framträdande låt på soundtracket till filmen Terminator 2.

## Låtlista
| Nr           | Titel                                                 | Kompositör                                  | Längd |
| ------------ | ----------------------------------------------------- | ------------------------------------------- | ----- |
| 1.           | Civil War                                             | Slash, Duff McKagan, Axl Rose               | 7:36  |
| 2.           | 14 Years                                              | Izzy Stradlin, Rose                         | 4:17  |
| 3.           | Yesterdays                                            | West Arkeen, Del James, Billy McCloud, Rose | 3:13  |
| 4.           | Knockin' on Heaven's Door                             | Bob Dylan                                   | 5:36  |
| 5.           | Get in the Ring                                       | Slash, McKagan, Rose                        | 5:29  |
| 6.           | Shotgun Blues                                         | Rose                                        | 3:23  |
| 7.           | Breakdown                                             | Rose                                        | 6:58  |
| 8.           | Pretty Tied Up (The Perils of Rock 'n Roll Decadence) | Stradlin                                    | 4:46  |
| 9.           | Locomotive (Complicity)                               | Slash, Rose                                 | 8:42  |
| 10.          | So Fine                                               | McKagan                                     | 4:09  |
| 11.          | Estranged                                             | Rose                                        | 9:20  |
| 12.          | You Could Be Mine                                     | Stradlin, Rose                              | 5:48  |
| 13.          | Don't Cry (alt. lyrics)                               | Stradlin, Rose                              | 4:42  |
| 14.          | My World                                              | Rose                                        | 1:22  |
| Total längd: | Total längd:                                          | Total längd:                                | 75:57 |

## Medverkande
- Axl Rose – sång, piano, keyboard
- Slash – sologitarr, akustisk gitarr
- Izzy Stradlin – kompgitarr, kör, sång
- Duff McKagan – bas, kör, sång
- Dizzy Reed – piano, orgel, synthesizer, keyboard, kör
- Matt Sorum – trummor, slagverk, kör
- Steven Adler – trummor